# Melvyn Greaves
Melvyn Francis Greaves FMedSci, FRS () é um oncologista britânico, professor de biologia celular do Institute of Cancer Research (ICR) em Londres. É conhecido por suas pesquisas sobre leucemia na infância e os papéis da evolução sobre o câncer, incluindo descobertas importantes na genética e biologia molecular que sustentam a leucemia.

## Carreira e pesquisa
Em meados da década de 1970 sua pesquisa se voltou para a leucemia, um interesse que atribui a uma visita ao Great Ormond Street Hospital. Trabalhou nos laboratórios do Imperial Cancer Research Fund no Lincoln's Inn Fields (atualmente parte do Francis Crick Institute) antes de se mudar para o ICR em 1984. No ICR foi diretor do Leukaemia Research Fund's Centre for Cell and Molecular Biology of Leukaemia de 1984 a 2003, e lançou o Centre for Cancer Evolution em 2013.

### Publicações selecionadas
- Melvyn F. Greaves e Geoffrey Brown, «"Purification of Human T and B Lymphocytes"». www.jimmunol.org, The Journal of Immunology, January 1, 1974, vol. 112 no. 1 420-423
- Melvyn F. Greaves (Ed.) Monoclonal antibodies to receptors: probes for receptor structure and function, Chapman and Hall, 1984, ISBN 978-0-412-25330-0
- Edward S. Henderson, Thomas Andrew Lister, Melvyn F. Greaves (Eds.) Leukemia, Saunders, 1996, ISBN 978-0-7216-5381-5
- Melvyn F. Greaves (Ed.) Cancer: the evolutionary legacy , Oxford University Press, 2000

## Prêmios e honrarias
- 1999 Eleito Fellow da Academy of Medical Sciences, UK (FMedSci).
- 2003 Eleito Membro da Royal Society (FRS).[5]
- 2015 Cancer Research UK Lifetime Achievement in Cancer Research Prize.[6]
- 2017 Medalha Real da Royal Society[7]